# Helena Groot de Restrepo
Helena Groot de Restrepo (Bogotá, 1947) es una microbióloga y genetista colombiana de ascendencia neerlandesa. 
Es profesora emérita del Departamento de Ciencias Biológicas y la Facultad de Medicina de la Universidad de los Andes.
Desde 1984 es directora del Laboratorio de Genética Humana de la Facultad de Ciencias. Donde ha enfocado su investigación en la Epidemiología Molecular del cáncer, Genética toxicológica y Mutagénesis ambiental. Basándose en técnicas como cultivo celular, microórganos y líneas celulares.
Es una de las ocho mujeres Miembros de Número de la Academia Colombiana de Ciencias Exactas, Físicas y Naturales (ACCEFyN).

## Biografía
Helena terminó su estudios de media en 1965 en el Colegio Marymount de Bogotá. Se graduó de Microbiología de la Universidad de los Andes en 1970. De donde completó su Maestría en Ciencias (Genética Humana) en 1984.
Groot es profesora emérita del Departamento de Ciencias Biológicas de la Universidad de los Andes y directora del Laboratorio de Genética Humana

## Laboratorio de Genética Humana (LGH)
Posee clasificación Grupo A1 en el escalafón de Grupos y Centros de Investigación de Colombia del Ministerio de Ciencia, tecnología e Innovación (Colciencias) desde diciembre de 2013.

### Genética toxicológica
Desde 1984 es directora del laboratorio (remplazando a Maria Victoria Monsalve), desde donde ha trabajado en diferentes áreas. Inicialmente se enfocó en citotoxicidad y citogenética, determinando el efecto genético de metales pesados, plaguicidas, solventes y material particulado.

### Genética de poblaciones
Usando el ADN Mitocondrial y cromosómico, se ha buscado entender la dinámica poblacional de los colonizadores americanos. Con las mismas herramientas, también se ha avanzado en la detección de polimorfismos de la población y su influencia en la reparación del ADN y el cáncer.

### Líneas celulares
Dese 1998, el LGH incorporó el cultivo celular para dilucidar los fenómenos de reparación del ADN, citotixícidad y experimentar con matrices celulares para usos biomédicos.

### Epigenética
La línea de investigación más reciente investiga los efectos epigenéticos en enfermedades complejas como lo son: Enfermedad de Von Willebrand, Hemofilia A y B, Diabetes, Artritis reumatoide, dermatítis atópica, ataxia de Friedreich, albinismo oculocutáneo, esclerosis múltiple.

## Premios y reconocimientos
- Miembro asociado de la Academia Nacional de Medicina de Colombia, 8 de octubre de 2015.
- Miembro de número de la Academia Colombiana de Ciencias Exactas Físicas y Naturales (ACCEFYN), 4 de diciembre de 2013.
- Mención honorífica en el Premio «Mujeres de Éxito 2013», categoría Ciencia y Tecnología, septiembre de 2013.
- Premio «Sociedad Colombiana de Medicina del Trabajo» al trabajo «Evaluación de la exposición a plaguicidas y efectos genotóxicos en trabajadores agrícolas en el cultivo de arroz» (Marcela Varona, Sonia Díaz, Marien Palma, Leonardo Briceño, Clara Sánchez, Diana Narváez, Helena Groot), XXXIII Congreso Colombiano de Medicina del Trabajo, mayo de 2013
- Premio Aldona Gabriunas al Docente Distinguido, categoría Vida y Obra, noviembre de 2011, Facultad de Ciencias, Universidad de los Andes
- Reconocimiento al Mérito Científico. Comunidad Educativa del Colegio del Sagrado Corazón de Jesús Bethelemitas, 10 de junio de 2011
- VIII Congreso de Residentes de Neurología y Neuropediatría, Asociación Colombiana de Neurología. Mejor trabajo terminado. “Asociación de alelos HLADRB1 y esclerosis múltiple en Bogotá”. Jaime Toro, María Claudia Lattig, Claudia Guio, Helena Groot de Restrepo, 7 de noviembre de 2010.
- Sociedad Colombiana de Medicina Ocupacional. Mejor proyecto de Investigación, «Exposición ocupacional a disolventes orgánicos: Biomarcadores de exposición, efecto y susceptibilidad». Marcela Eugenia Varona, Sonia Días, Diana Marcela Narváez, Helena Groot de Restrepo, 8 de octubre de 2010.
- Egresados Uniandinos y el Capítulo de Ciencias Biológicas, BIOANDES, «Reconociemiento a su excelente labor como Docente e Investigadora del Departamento de Ciencias Biológicas», marzo de 2009.
- Miembro correspondiente de la Academia Colombiana de Ciencias Exactas Físicas y Naturales (ACCEFYN), 16 de abril de 2008.
- Mejor Trabajo de Investigación en el Área Clínica, “Día de la Investigación”. Fundación Cardio Infantil, Instituto de Cardiología. Carlos Torres, Humberto Torres, Marcela Varona, Angélica Lancheros, Sonia Días, Rosa Isabel Patiño, Helena Groot de Restrepo, noviembre de 2007.
- PREMIO NACIONAL AL MERITO CIENTIFICO 2005 en la categoría “Grupo de Investigación de Excelencia” Laboratorio de Genética Humana, Universidad de los Andes, directora, Helena Groot. Asociación Colombiana para el Avance de la Ciencia, ACAC, 30 de noviembre de 2005.
- XVI Concurso Aventis / Academia Nacional de Medicina. Primer puesto al Premio al Proyecto de Investigación “Determinación de la Exposición a Glifosato y otros Plaguicidas y Evaluación del Daño en el ADN en Trabajadores de Cultivos de Caña de Azúcar”. Marcela Varona, Helena Groot, Rosa Isabel Patiño, Carlos Torres. 3 de noviembre de 2005.
- Reconocimiento a su destacada trayectoria investigativa en los últimos 20 años como Directora del Laboratorio de Genética Humana, Departamento de Ciencias Biológicas diciembre de 2005.
- Mención de Honor, por sus valiosos aportes a la Asociación de Ciencias Biológicas, Capítulo Bogotá, diciembre de 2005.
- Laboratorio de Genética Humana, Grupo “Salud y Ambiente” reconocido por Colciencias. Integrantes: Rosa Isabel Patiño, Universidad el Bosque, Marcela Varona, Instituto Nacional de Salud, Helena Groot, Universidad de los Andes, octubre de 2005.
- The Environmental Mutagen Society Travel Award, 9th International Conference on Environmental Mutagens, San Francisco, California, septiembre de 2005.
- Laboratorio de Genética Humana. Clasificado como “Grupo A” en el escalafón de “Grupos Colombianos de Investigación Científica o Tecnológica”, 2005.
- Reconocimiento por su “Dedicación y valiosa contribución al desarrollo del Departamento de Ciencias Biológicas”, 50 años Departamento de Ciencias Biológicas, 6 de noviembre de 2003.
- XI Concurso Aventis / Academia Nacional de Medicina. Primer puesto al Premio al Proyecto de Investigación “Expresión genotípica y fenotípica del CYP2E1 y ensayo del cometa en linfocitos de una población expuesta a solventes orgánicos en fábricas de Santa Fe de Bogotá”, octubre de 2000.
- Uniandinos, BACTERANDES. Reconocimiento a la Labor Docente, noviembre de 1999.
- Miembro del Comité Editorial de la revista " Environmental and Molecular Mutagenesis" 1996-2000.
- Seleccionada por Colciencias para el programa de "Estímulos Especiales a Investigadores", junio de 1996.
- Congreso Latinoamericano de Genética y 3° de Mutagénesis, Carcinogénesis y Teratogénesis Ambiental. Reconocimiento por su participación como conferencista, con el tema “Monitoreo Biológico en Personas Ocupacionalmente Expuestas a Pesticidas”. Puerto Vallarta, Jalisco, México. 25 al 30 de septiembre de 1994.
- Seleccionada por Colciencias para el programa de "Estímulos Especiales a Investigadores", octubre de 1994.[7]

## Publicaciones
Dentro de las publicaciones más citadas de Groot, se encuentran:
- HM Cann, C De Toma, L Cazes, MF Legrand, V Morel, L Piouffre. A human genome diversity cell line panel. (2002) Science 296 (5566), 261-262
- MC Bortolini, FM Salzano, MG Thomas, S Stuart, SPK Nasanen, CHD Ba. Y-chromosome evidence for differing ancient demographic histories in the Americas (2003) The American Journal of Human Genetics 73 (3), 524-539
- CM Monroy, AC Cortés, DM Sicard, HG de Restrepo. Citotoxicidad y genotoxicidad en células humanas expuestas in vitro a glifosato. (2005) Biomédica 25 (3), 335-345
- MM Torres, CM Bravi, MC Bortolini, C Duque, S Callegari‐Jacques. A revertant of the major founder Native American haplogroup C common in populations from northern South America. (2006) American Journal of Human Biology 18 (1), 59-65
- H Ossa, J Aquino, R Pereira, A Ibarra, RH Ossa, LA Pérez, JD Granda. Outlining the ancestry landscape of Colombian admixed populations. (2016) PLoS One 11 (10), e0164414